# Reuben Hill
Reuben Hill (* 4. Juli 1912 im US-Bundesstaat Utah; † 26. September 1985 in Oslo) war ein US-amerikanischer Soziologe, der als Professor an der University of Minnesota forschte und lehrte. Er wird zu den Pionieren der Familiensoziologie gezählt und amtierte von 1970 bis 1974 als Präsident der International Sociological Association (ISA).

## Leben
Bevor Hill mit dem Studium begann, war er von 1930 bis 1933 als Missionar der Mormonen in Frankreich, Belgien, der Schweiz und Deutschland tätig. 1935 legte er das Bachelor-Examen an der Utah State University ab (Hauptfach Soziologie, Nebenfach Mathematik). Danach wechselte er an die University of Wisconsin, wo er 1936 den Master-Abschluss (Sozialpsychologie) erreichte und 1938 zum Ph.D. (Hauptfach Soziologie, Nebenfächer Ökonomie  und Statistik) promoviert wurde. Nach Stationen als Dozent an verschiedenen US-Hochschulen war er von 1949 bis 1957 Soziologieprofessor an der University of North Carolina und ab 1957 an der University of Minnesota, wo er ab 1973 außerdem Direktor des Family Theory Projects am Minnesota Family Study Center war.
Nach seiner Emeritierung lehrte Hill als unter anderem als Gastprofessor an der Universität Oslo, wo er einen Herzinfarkt erlitt und starb.